# Gmina Kodrąb
Die Gmina Kodrąb ist eine Landgemeinde im Powiat Radomszczański der Woiwodschaft Łódź in Polen. Ihr Sitz ist das gleichnamige Dorf.

## Gliederung
Zur Landgemeinde Kodrąb gehören 19 Dörfer mit einem Schulzenamt:
Bugaj–Antopol
Dmenin
Feliksów
Florentynów
Gosławice
Józefów
Klizin
Kodrąb
Konradów
Kuźnica
Lipowczyce
Łagiewniki
Rzejowice
Smotryszów
Widawka
Wola Malowana
Zakrzew
Zapolice
Żencin
Weitere Ortschaften der Gemeinde sind:
Antoniów
Barwinek
Bugaj Zakrzewski
Dąbrowa
Dmenin-Józefka
Dmenin-Władysławów
Frachowiec
Gąszczówka
Gembartówka
Hamborowa
Klizin-Brzezinki
Klizin-Chaba
Klizin-Kopaliny
Kolonia Rzejowice
Kuchary
Młyńczysko
Moczydła
Olszowiec
Przydatki Dmenińskie
Rogaszyn
Rzejowice (kolonia)
Stefania
Teodorów Mały
Teodorów Wielki
Wólka Pytowska
Zabłocie
Zakrzew-Czekaj
Zalesie